# Odra (tạp chí)
Odra (tiếng Ba Lan: Miesięcznik Odra) là một tạp chí văn hóa nghệ thuật hàng tháng của Ba Lan. Tạp chí cung cấp tin tức và bình luận về nghệ thuật và văn hóa ở Ba Lan lẫn nước ngoài.

## Lịch sử và
Odra xuất bản ở Wrocław từ năm 1961. Các nhà xuất bản của tạp chí là Instytut Książki và Ośrodek Kultury i Sztuki we Wrocławiu.  Tạp chí cung cấp tin tức về nghệ thuật và văn hóa hàng tháng, bao gồm xuất bản thơ và văn xuôi, các bài diễn thuyết triết học, các bài báo lịch sử (chủ yếu liên quan đến vùng Dolnośląskie và Wrocław), những lá thư từ nước ngoài. Báo cũng đánh giá và thảo luận về các sự kiện văn hóa liên quan đến văn học, mỹ thuật, âm nhạc và sân khấu điện ảnh. Nội dung bên trong không thay đổi nhiều trong những năm qua. trong đó có một phần đánh giá mở rộng về mô tả sách, triển lãm, bản ghi cổ điển và phổ biến, buổi hòa nhạc, v.v. Ngoài ra, có những chuyên mục thường xuyên đăng các bài báo do Stanisław Lem và Wojciech Dzieduszycki viết.
Tổng biên tập của Odra từ những năm 1968 đến 2000 là Urszula Kozioł. Ngày nay Mieczysław Orski là người biên tập.
Nhà thơ và nhà văn đã được công bố bởi Odra là Hanna Krall, Czeslaw Milosz, Zbigniew Herbert, Ryszard Kapuściński, Tadeusz Różewicz, Wisława Szymborska, Jan Miodek, Wacław Grabkowski và nhiều nhà thơ của thế hệ trẻ như Miłosz Biedrzycki, Jacek Dehnel, Aleksandra Ziółkowska -Boehm, Tadeusz Dąbrowski, Piotr Macierzyński, Jakobe Mansztajn, Przemysław Witkowski, Joanna Lech và rất nhiều những người khác.
Tháng 10 năm 2014, Odra được trao giải thưởng Hedwig.